# Lasaea adansoni
Lasaea adansoni ist eine im Meer lebende Muschel-Art aus der Familie der Lasaeidae.

## Merkmale
Die gleichklappigen, mäßig geblähten Gehäuse sind klein (bis etwa 3 mm) und eiförmig-länglich. Sie sind ungleichseitig, die Wirbel sitzen hinter der Mittellinie. Der vordere Dorsalrand fällt flach ab und das Vorderende ist gerundet bis leicht abgestutzt. Der hintere Dorsalrand fällt steil ab; das Hinterende ist breit gerundet. Der Ventralrand ist weit gerundet. Das Ligament liegt intern auf einem großen, schief stehenden Resilifer hinter den Wirbeln. Die rechte Klappe weist je einen hinteren und vorderen Seitenzahn auf, die linke Klappe nur einen Lateralzahn. In der linken Klappe sitzt zudem ein kleiner schmaler Hauptzahn, der in eine Grube der rechten Klappe greift. Die Mantellinie ist nur undeutlich, ebenso die Muskeleindrücke. Der innere Gehäuserand ist glatt.
Die Schale ist dünn und zerbrechlich. Die Ornamentierung besteht aus randparallelen Anwachsstreifen; gröbere Wülste markieren Wachstumsunterbrechungen. Das gelbliche Periostracum ist hinfällig. Juvenile Gehäuse sind weiß, mit dem Wachstum färben sie sich in zunehmendem Alter rötlich.

## Geographische Verbreitung, Lebensraum und Lebensweise
Das Verbreitungsgebiet der Art erstreckt sich vom Nordatlantik bis ins Mittelmeer. Nachgewiesen ist sie auch von Madeira, den Azoren und den Kanarischen Inseln. Sie kommt auch im Pazifik vor; im östlichen Pazifik von Alaska bis Peru, im westlichen Pazifik bis Japan.
Die Tiere leben vor allem im Gezeitenbereich an Felsküsten, in Spalten, unter toten Schalen und an Meerespflanzen (Lichina pygmaea, Fucus), jeweils angeheftet mit Byssus. Fritz Nordsieck gibt die Tiefenverbreitung mit 5 bis 1360 m an.

## Taxonomie
Die Art wurde 1791 von Johann Friedrich Gmelin in der ursprünglichen Kombination Tellina adansoni aufgestellt. Er verwies dabei auf eine Abbildung (Taf. 17, Fig.9) im Werk Histoire naturelle du Sénégal von Michel Adanson, das 1757 in Paris erschien. Lasaea adansoni ist die Typusart der Gattung Lasaea Bronn, 1827. Die Gattung Lasaea ist wiederum die Typusgattung der Familie Lasaeidae.

## Belege

### Online
- Marine Bivalve Shells of the British Isles: Lasaea adansoni (Gmelin, 1791) (Website des National Museum Wales, Department of Natural Sciences, Cardiff)